# AM86 SNCB
Série 900
La série 900 est une série d'automotrices doubles (deux voitures) de la SNCB ; elles sont appelées plus couramment Sprinter ou encore AM 86 d'après l'année de début de construction : de 1986 à 1991. Elle est caractéristique par sa paroi frontale typique qui a la forme d'un masque de plongée (ce qui a amené à les surnommer également AM Cousteau). Ces automotrices ont une faible masse; ainsi lors de conditions d'adhérence réduite, les performances de freinage et de traction sont fortement dégradées.

## Histoire
Dans un premier temps 35 automotrices ont été commandées ; plus tard, 35 autres devaient suivre, presque identiques, mais seules 17 ont été livrées.
En 2012, l'automotrice 916 a été la première à subir une rénovation sur le modèle des AM 80 modernisées ; toutes ont été traitées entre 2012 et 2018. À partir de 2021, les AM86 sont équipées de l'équipement de sécurité ETCS, entraînant la suppression d'une fenêtre et d'un strapontin.

## Caractéristiques
- Places assises : 177, dont 24 en première classe (40 à l'origine)
- Puissance du moteur : 770 kW
- Vitesse maximale : 120 km/h
- Attelage automatique George Fischer

## Services effectués
Autrefois plus largement répandues dans le centre et le nord du pays, elles ont désormais été en grande partie concentrées sur la ligne 26 et les alentours de Malines. Elles y assurent les trains S5 (Malines - Hal/Enghien/Grammont), S7 (Malines - Hal) et S9 (Louvain - Nivelles).
On peut également en observer sur quelques trains L Anvers-Central - Lokeren en Alternance avec d’autres séries.
En heure de pointe, elles sont utilisées sur des trains P entre :
- Saint-Nicolas ou Termonde et Louvain via Malines ;
- Saint-Nicolas et Anvers-Central ;
- Grammont et Denderleeuw (certains sont référencés comme des trains S6, d’autres pas) ;
- Ath et Grammont ;
- Gand-Saint-Pierre et Grammont (parfois assurés par des automotrices classiques).

Tout comme les voitures M5, ce matériel circule uniquement en semaine. La SNCB disposant désormais d’assez de matériel moderne pour se passer de ces automotrices durant les weekends, période où la demande est moindre.

## Images

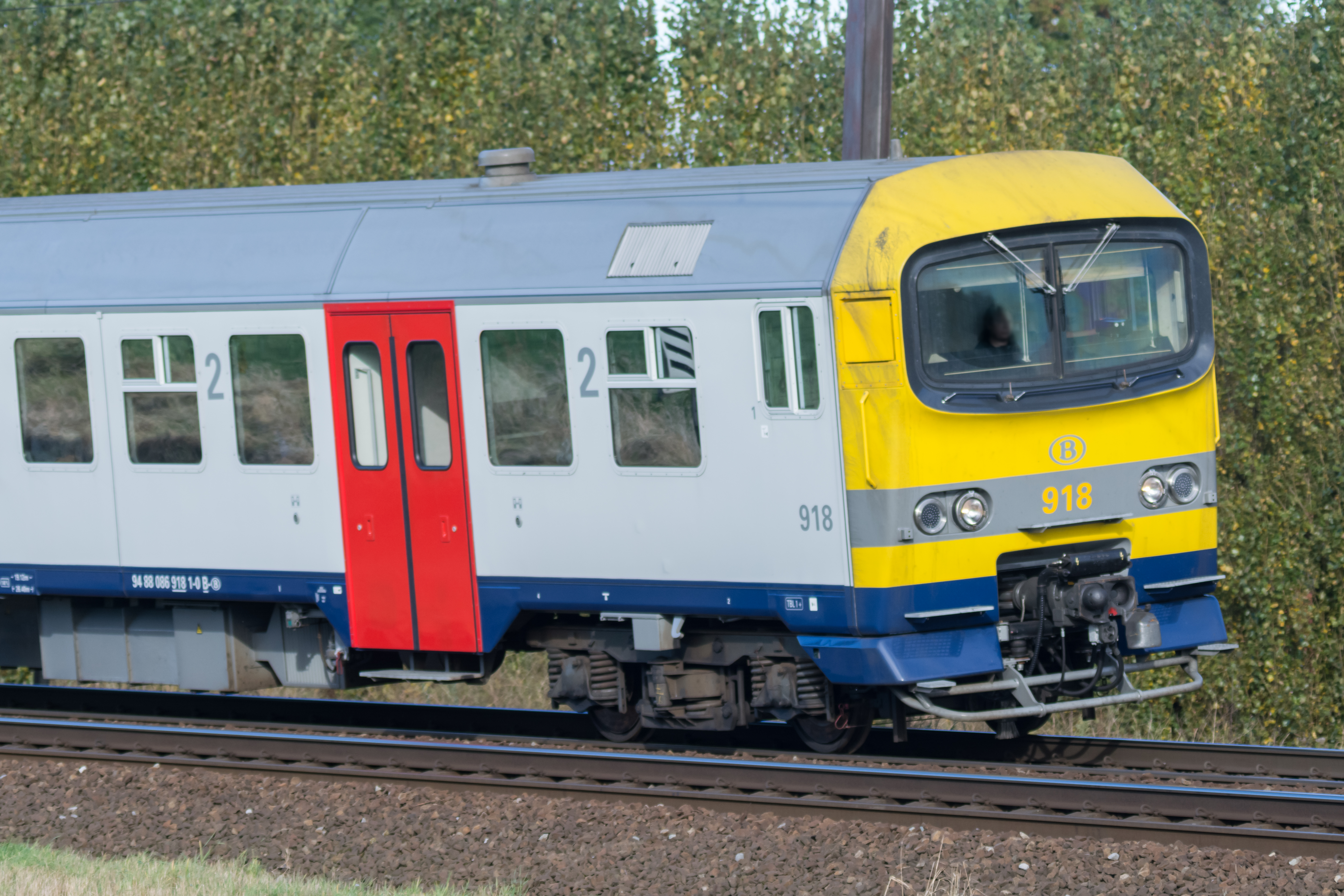
Am86 Sprinter Modernisée.
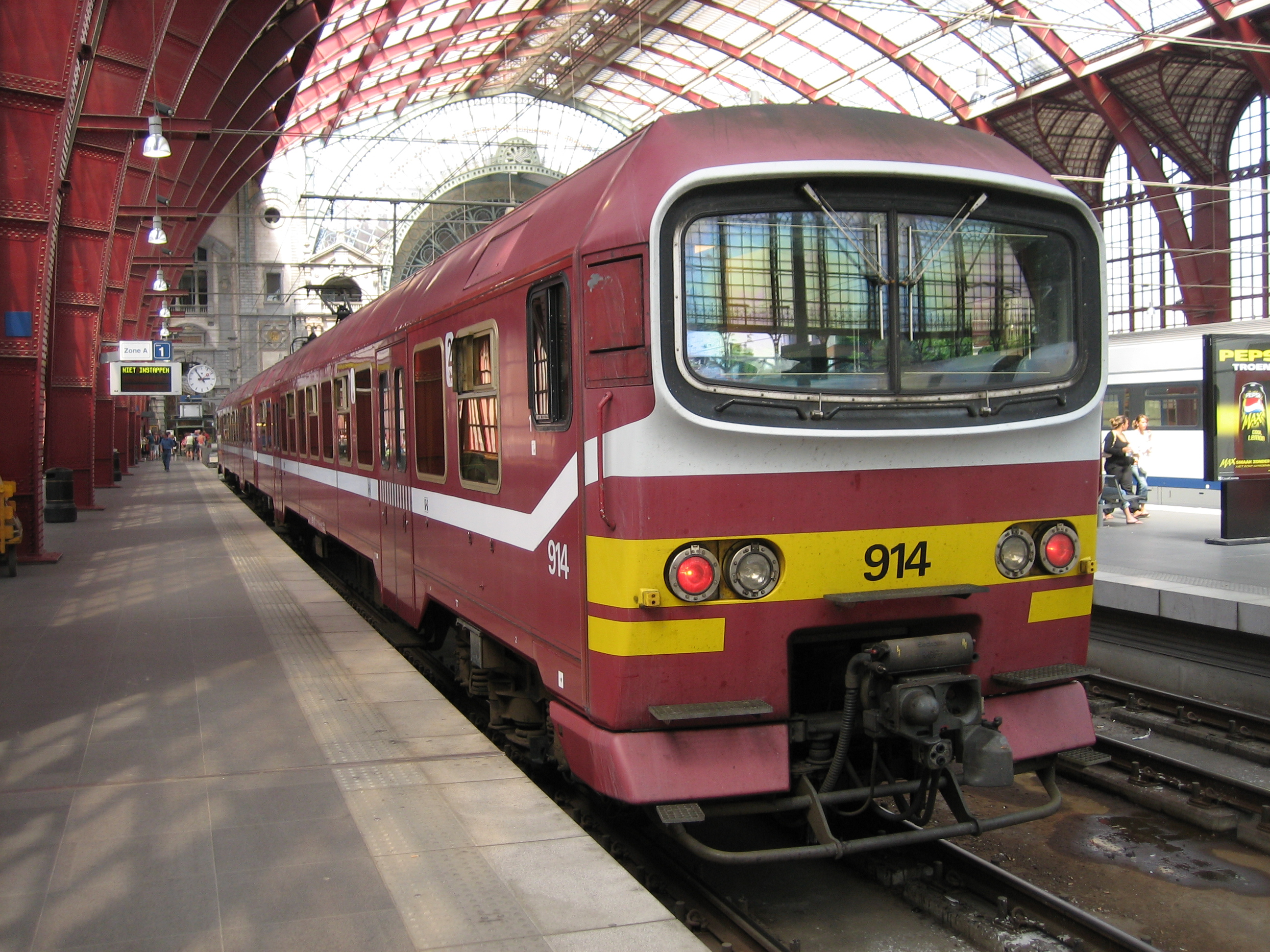
Automotrice AM86 en livrée d'origine.
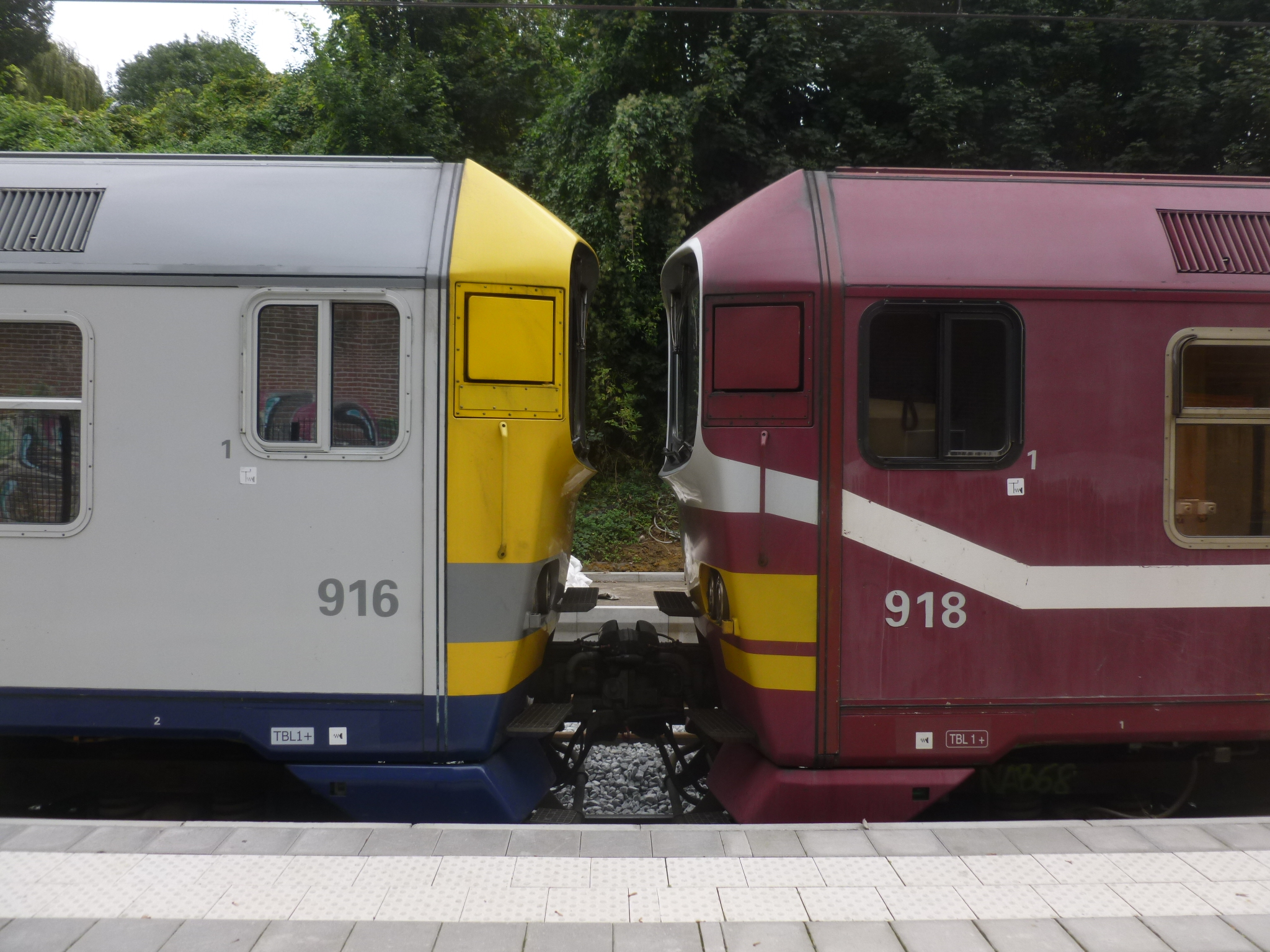
Des AM86 portant les deux livrées se sont longtemps côtoyées.
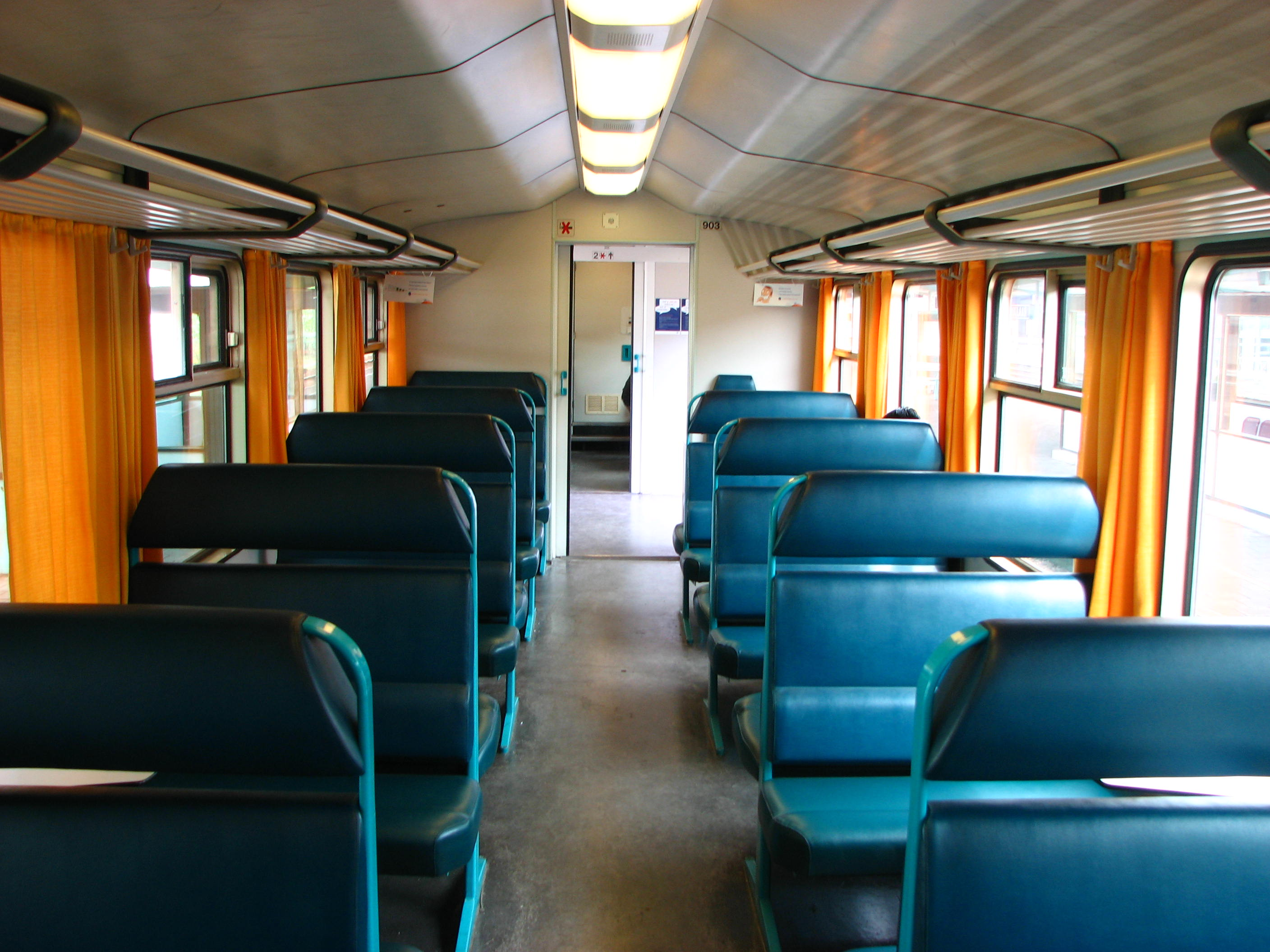
Intérieur d'une rame non rénovée (2e classe).
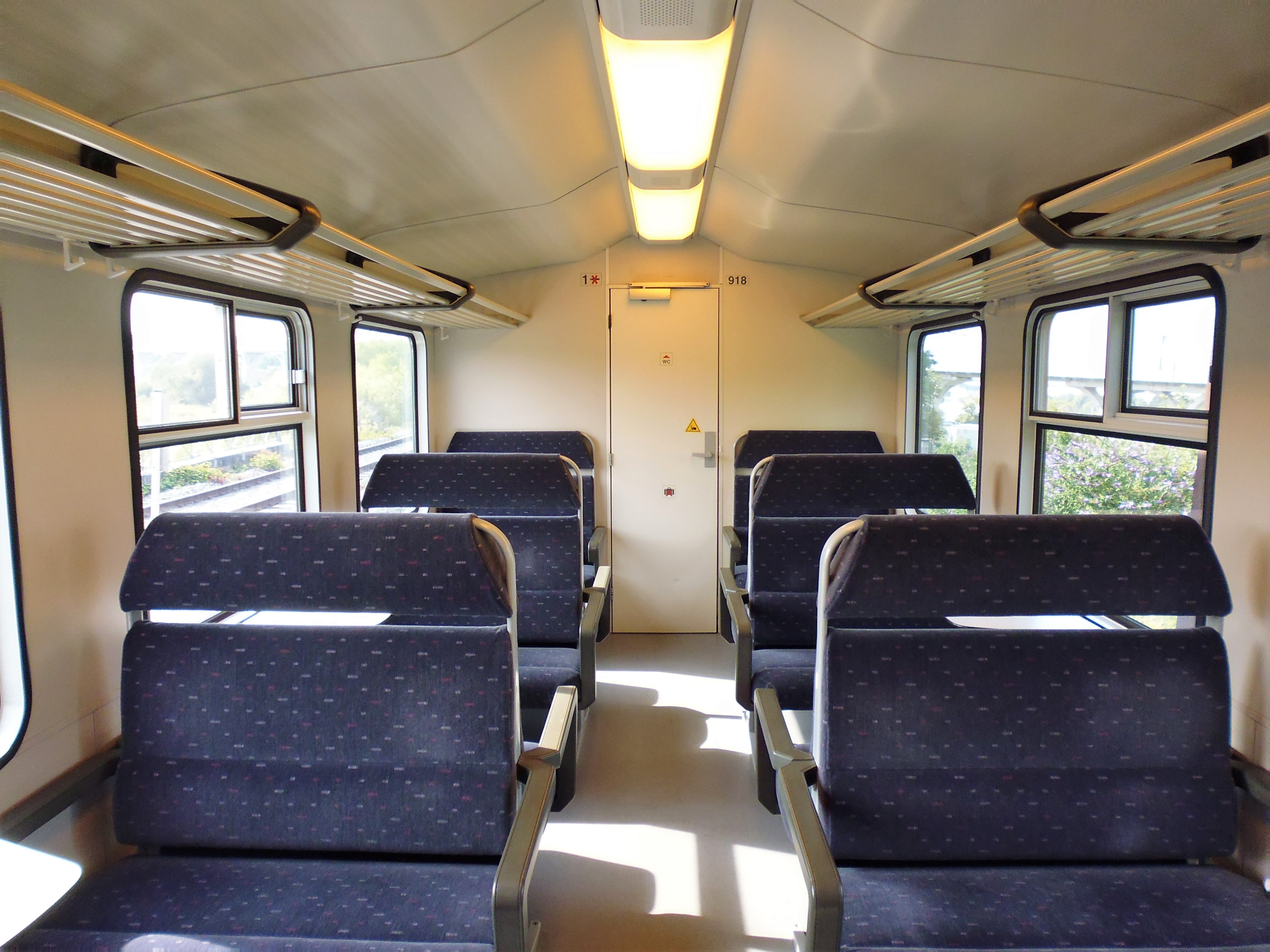
Intérieur d'une rame rénovée (1re classe).